# Unidad 8200
La Unidad 8200 (léase como ocho doscientos; en hebreo: יחידה 8200‎) es una unidad perteneciente a los Cuerpos de Inteligencia de las Fuerzas de Defensa de Israel cuya misión es la captación de señales de inteligencia y descifrado de códigos. También se le conoce en publicaciones militares como la Unidad Central de Recolección de los Cuerpos de Inteligencia y anteriormente fue conocida como la Unidad 515 y posteriormente, Unidad 848. 

## Descripción
La Unidad 8200 Es la mayor unidad de las Fuerzas de Defensa de Israel, con varios miles de soldados. Sus funciones son similares a la Agencia de Seguridad Nacional de los Estados Unidos, aunque en el caso de esta última se trata de un organismo civil.
La Base de Urim SIGINT es la instalación militar más importante para la captación de señales de inteligencia y forma parte de la Unidad 8200. La base de Urim se encuentra en el desierto del Negev, a aproximadamente 30 km de Beersheba.
En marzo de 2004, la comisión para la investigación de las redes de inteligencia creada tras la guerra de Irak recomendó la conversión de la unidad en una Agencia Nacional de carácter civil, tal y como ocurre en otros países occidentales, pero hasta el año 2011 no se ha producido el cambio.
La Unidad 8200 es comandada por un General de Brigada cuya identidad se considera información clasificada.
En 2009, Ronen Bergman desveló en un libro que una bomba de Hezbolá, camuflada bajo la apariencia de un teléfono móvil explotó en el cuartel general de la Unidad 8200 en febrero de 1999. Dos oficiales resultaron heridos.
En 2010, el New York Times citando como fuente de la información a "un antiguo miembro de la comunidad de inteligencia de los Estados Unidos" publicó que la Unidad 8200 estuvo involucrada en el fallo de la red siria de radares que se produjo antes del ataque efectuado por las Fuerzas Aéreas de Israel a un reactor nuclear encubierto de este país.

Algunos especialistas apuntan a la Unidad 8200 como la responsable del desarrollo del gusano informático Stuxnet.[cita requerida]

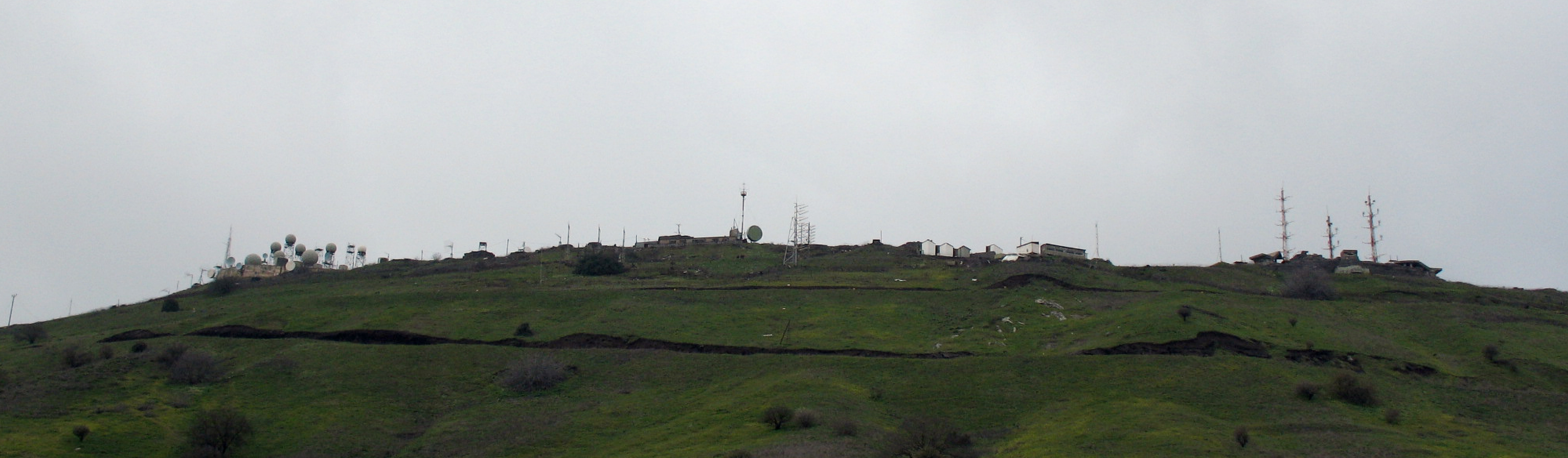
Una base de la Unidad 8200 en el Monte Avital